# Fuerza Aérea Paraguaya
La Fuerza Aérea Paraguaya (FAP) es una rama de la Fuerzas Armadas de Paraguay, encargada de la defensa aeroespacial de la nación. Su comandante actual es el General del Aire Julio Rubén Fullaondo Céspedes. Se encuentra ubicado en Ñu Guazu, Luque, localidad perteneciente al Gran Asunción.

## Historia
Los antecedentes más remotos de la aviación de combate paraguaya se remontan a fines de los años 1920, cuando se forma la Primera Escuadrilla de Caza con los Wibault 7 C.1 y la Primera Escuadrilla de Reconocimiento y bombardeo con los Potez 25 A.2, que habían sido adquiridos de Francia.
La aviación de combate paraguaya tuvo una destacada actuación en la guerra del Chaco, y estuvo activa desde el primer hasta el último día del mencionado conflicto armado. Durante el transcurso del mismo, se formó una Segunda Escuadrilla de Reconocimiento y Bombardeo con los Potez 25 TOE a fines de 1932 y también la Undécima Escuadrilla de Caza «Los Indios» con los 'Fiat C.R.20bis' en abril de 1933.
En el periodo de la posguerra, hacia fines de los años 1930, el gobierno de entonces adquirió una serie de aeronaves nuevas para reequipar al Arma Aérea Paraguaya entre las que se encontraban cinco cazas Fiat C.R.32 y siete Caproni AP.1 de asalto y bombardeo, que equiparon dos Escuadrillas de Cazas. Algunas aeronaves fueron donadas por el gobierno de Estados Unidos en 1945 al finalizar la Segunda Guerra Mundial.
En décadas, la Aviación Militar prácticamente no contó con aviación de combate, aunque muchos de sus pilotos fueron entrenados en academias de países amigos para tal efecto. Algunos egresados con honores. Fue recién en los años 1970 que la entonces Aviación Militar recibió en donación una docena de aparatos North American T-6 Texan artillados y se hizo posible la formación de pilotos de combate.
Hacia fines de los años 1970, se hacía imperiosa la necesidad de dotar a la Fuerza Aérea Paraguaya de reactores de combate para sustituir el obsoleto equipo de vuelo que databa de la Segunda Guerra Mundial. Es por ello, que el gobierno decidió la compra de diez AT-26 Xavante del Brasil para custodiar y defender el espacio aéreo paraguayo. Dichas aeronaves serían los primeros reactores de combate de la FAP. En diciembre de 1979, llegaron los primeros tres Xavantes al Aeropuerto Internacional de Asunción.
Durante el derrocamiento del Gral. Stroessner en febrero de 1989, los pilotos de caza Tte. 1.º Juan Antonio Rojas Duré y el Tte. 1.º Gerardo Miguel Ángel Maldonado Gómez, pilotando los Xavante del Grupo Aerotáctico, realizaron una serie de vuelos intimidatorios a favor de las fuerzas lideradas por el general Andrés Rodríguez, que causó la desmoralización total de las fuerzas que defendían al dictador, ante la posibilidad de ser bombardeados hasta la destrucción total de las instalaciones del Regimiento Escolta. El estruendoso pasaje de los dos Xavante a bajísima altura y alta velocidad, en medio de las oscuridad reinante y en medio del intenso fuego de fusilería, cañonazos de 90 mm de los tanques y la lluvia de morteros, convenció a los fanáticos del dictador que una prolongación de la resistencia solo conduciría a una muerte inútil. La Aviación de Caza daba la palada final a la dictadura agonizante e inauguraba de nuevo la libertad y democracia en el Paraguay. {cr} 
En 1990 el gobierno de Taiwán donó seis entrenadores Lockheed T-33 Shooting Star a la Fuerza Aérea Paraguaya y en 1991 llegaron los primeros T-33A al Paraguay.
También a mediados de los años 1990, el gobierno de Taiwán había anunciado la donación de doce cazas supersónicos Northrop F-5E/F a la Fuerza Aérea Paraguaya, con la provisión de repuestos y mantenimiento por un periodo de dos años y el entrenamiento de cinco pilotos y dieciocho técnicos en Taiwán, además de equipos de tierra para dichas aeronaves, pero dicha donación no se efectuó por cuestiones políticas.
Los AT-26 Xavante fueron desactivados definitivamente en el año 2004, cumpliendo así veinticinco años de servicios en la Fuerza Aérea Paraguaya. Hasta la actualidad se han volado 32 641:40 horas en aviones caza pertenecientes al GAT (Grupo Aerotáctico).
La Fuerza Aérea Paraguaya se encuentra con equipamientos en su parte obsoletos y que no ha sido renovado por problemas políticos y económicos, en su mayoría por temor a bruscas intervenciones militares en el gobierno.

## Misión y objetivos
Su misión es custodiar la integridad territorial y defender a las autoridades legítimamente constituidas, contribuyendo a la Defensa del Paraguay en el ámbito aeroespacial.

### Misiones de paz
La Fuerza Aérea Paraguaya participa en misiones humanitarias en cooperación con la ONU. Estas son las misiones donde tiene presencia:
- Haití (MINUSTAH)
- Chipre (UNIFICYP)
- República Democrática del Congo (MONUC)
- Chad y  República Centroafricana (MINURCAT)
- Costa de Marfil (ONUCI)
- Sudán (UNMIS)
- Liberia (UNMIL)
- República del Congo (MONUSCO)

## Estructura
La estructura que compone la fuerza aérea son: el Grupo Aerotáctico (GAT) con tres escuadrones de caza, el Grupo de Transporte Aéreo, donde se encuentra la Brigada de paracaidistas, (GTA), el Grupo Aéreo de Helicópteros (GAH), que cuenta con un escuadrón SAR, un escuadrón utilitario y un escuadrón de ataque, el Grupo Aéreo de Instrucción (GAI) cuenta con material, el Grupo Aéreo Fotogramétrico (GAF) y Grupo Sección de Mantenimiento Aéreo (SEMAER) que no cuentan con aeronaves asignadas.
Adicionalmente a estos grupos existe un Comando de Institutos de Enseñanza y uno de Regiones Aéreas, este último tiene jurisdicción nominal sobre doce pistas y aeropuertos. Siendo seis de estos considerados Bases Aéreas y dos Bases Aéreas Áreas Silvestres Protegida y Patrimonio Universal a través de las NNUU por sus características y condiciones.

#### 1.ª Brigada Aérea (Luque/Base Aérea de Ñu Guasú)
- Grupo Aerotáctico
  - 1.º Escuadrón de Caza «Guaraní» (Escuadrilla «Orion» y «Centauro»): ya no están activos
  - 2.º Escuadrón de Caza «Indios» (Escuadrilla «Taurus» y «Scorpio»), EMB-314
  - 3.º Escuadrón de Caza «Moros» (Escuadrilla «Gamma» y «Omega»): EMB-312
- Grupo Aéreo de Instrucción «Escuadrón Fénix»: T-25A
  - Escuadrilla «Antares» / «Pantera» / «Halcón»: T-35A/B
- Grupo de Transporte Aéreo:
  - Escuadrilla de Transporte aéreo: C-212 (Asunción/Base Aérea Ñu Guasu)
  - Escuadrilla Presidencial: DHC-6
- Grupo Aéreo de Helicópteros: UH-1H, HB-350
- Grupo Aéreo de Transporte Especial: C-208, CE u206, Ce 210N, Ce 402B, PA 32R, PZL 104
- Grupo Aéreo Fotogramétrico (GAF)

#### Brigada Aerotransportada (Luque/Base Aérea de Ñu Guasu)
- Batallón de Paracaidistas
- Batallón de Apoyo y Servicios
- Escuadrón de Paracaidismo
- Batallón de Infantería Aerotransportada
- Batallón de Seguridad

#### (COMREGAER)Comando de Regiones Aéreas
- (COMRAOR)Comando de la Región Oriental
- (COMRAOCC)Comando de la Región Occidental
- (DIRAMB)Dirección Ambiental
- (CBAMBFAP)Cuerpo de Bomberos Ambientales de la FAP
- (DICOME)Dirección de Comunicaciones y Meteorología
- (DIRAGROFOR)Dirección Agropecuaria y Forestal
- (DIRTRATA)Dirección de Transporte y Talleres
- (GII)Grupo de Infraestructura e Ingeniería

#### Brigada de Logística
- DSI (Dirección de Intendencia)
- DSTT (Dirección de Transporte Terrestre)
- DMB-DIMABEL (Dirección de Material Bélico)
- DSI (Dirección de Servicio de Sanidad)
- GAAB (Grupo Aéreo de Abastecimiento)
- GAM-SEMAR (Grupo Aéreo Mantenimiento).
- DISERMFAER-(Dirección de Reclutamiento y Movilización de la FAP)

#### Comando de Institutos Aeronáuticos de Enseñanza (Luque/Base Aérea de Ñu Guasu)
- ECEMFAER (Escuela de Comando y Estado Mayor de la Fuerza Aérea)
- EPOFAER (Escuela de Perfeccionamiento de Oficiales de la Fuerza Aérea)
- EFSOFAER (Escuela de Formación de Suboficiales de la Fuerza Aérea)
- CIEFAER (Centro de Instrucción Especializada)
- CEIFAER (Centro de Estudios de Idiomas de la Fuerza Aérea)
- CIMEFOR (Centro de Formación de Oficiales de Reserva)

#### Servicio de Transporte Aéreo Militar (SETAM)
En 2015 se hice la creación del servicio de transporte aéreo militar, que comunica Asunción principalmente con ciudades en el norte de Paraguay; este servicio volvió a ser reactivado tras el cése de las operaciones del Transporte Aéreo Militar paraguayo (TAM) durante la dictadura de Stroessner. La SETAM opera los aviones CASA-212.

### Bases Aéreas
La fuerza aérea paraguaya opera en alrededor de 7 bases aéreas en total, junto a 4 aeropuertos civiles internacionales y 3 aeropuertos civiles regionales, las cuales son:
- Base aérea Ñu Guasu, ciudad de Luque - área metropolitana de Gran Asunción
- Base aérea Silvio Pettirossi, ciudad de Luque - área metropolitana de Gran Asunción
- Base aérea General Adrián Jara  - departamento de Alto Paraguay
- Base aérea Nueva Asunción - departamento de Boquerón
- Base aérea Mayor Infante Rivarola - departamento de Boquerón
- Base aérea Teniente Pratts Gill - departamento de Boquerón
- Base aérea Luis María Argaña, ciudad de Mariscal Estigarribia - departamento de Boquerón
- Base aérea Mariscal Francisco Solano López, ciudad de Concepción - departamento de Concepción
- Base aérea Doctor Augusto Roberto Fuster, ciudad de Pedro Juan Caballero - departamento de Amambay
- Base aérea Guaraní, ciudad de Minga Guazú - departamento de Alto Paraná
- Base aérea Aviadores del Chaco - departamento de Itapúa
- Base aérea Amín Ayub González, ciudad de Encarnación - departamento de Itapúa
- Base aérea Yacyretá, isla Yacyretá, represa de yacyretá - departamento de Misiones
- Base aérea Ayolas, ciudad de Ayolas - departamento de Misiones
- Aeropuerto militar del Parque Nacional Cerro Corá

## Equipamiento
El equipamiento con que cuenta la fuerza aérea son los siguientes:

### Aeronaves
| Modelo                                                                                                 | Foto                                                                                                   | Fabricante                                                                                             | Variante                                                                                               | Origen                                                                                                 | Cantidad                                                                                               | Notas                                                                                                  |
| Caza de Combate / Entrenamiento Avanzado / Apoyo Terrestre / Contrainsurgencia / Patrulla y Vigilancia | Caza de Combate / Entrenamiento Avanzado / Apoyo Terrestre / Contrainsurgencia / Patrulla y Vigilancia | Caza de Combate / Entrenamiento Avanzado / Apoyo Terrestre / Contrainsurgencia / Patrulla y Vigilancia | Caza de Combate / Entrenamiento Avanzado / Apoyo Terrestre / Contrainsurgencia / Patrulla y Vigilancia | Caza de Combate / Entrenamiento Avanzado / Apoyo Terrestre / Contrainsurgencia / Patrulla y Vigilancia | Caza de Combate / Entrenamiento Avanzado / Apoyo Terrestre / Contrainsurgencia / Patrulla y Vigilancia | Caza de Combate / Entrenamiento Avanzado / Apoyo Terrestre / Contrainsurgencia / Patrulla y Vigilancia |
| --- | --- | --- | --- | --- | --- | --- |
| EMB 314 Super Tucano                                                                                   | | Embraer                                                                                                | AT-29                                                                                                  | Brasil                                                                                                 | 6 unidades                                                                                             | (4 unidades entregadas en Julio 2025) 2 unidades a ser entregadas en Diciembre 2025                    |
| EMB 312 Tucano                                                                                         | | Embraer                                                                                                | AT-27                                                                                                  | Brasil                                                                                                 | 6 unidades                                                                                             | (Modernizados por Embraer en 2024)                                                                     |
| Entrenamiento primario                                                                                 | | | | | | |
| T-35 Pillán                                                                                            | | ENAER                                                                                                  | T-35                                                                                                   | Chile                                                                                                  | 12 unidades                                                                                            | (Modernizados por Enaer en 2023)                                                                       |
| Transporte                                                                                             | | | | | | |
| Citation Sovereign                                                                                     | | Cessna                                                                                                 | | Estados Unidos                                                                                         | 1 unidad                                                                                               | Transporte Ejecutivo de Gobierno                                                                       |
| | | | | | | |
| C-212 CASA                                                                                             | | Airbus Defense                                                                                         | C-212-200 C-212-400                                                                                    | España                                                                                                 | 3 unidades                                                                                             | Transporte tactico y logistico / Paracaidismo / Medevac                                                |
| 208 Grand Caravan                                                                                      | | Cessna                                                                                                 | | Estados Unidos                                                                                         | 5 unidades                                                                                             | Transporte tactico y Enlace / Medevac                                                                  |
| DHC-6 Twin Otter                                                                                       | | De Havilland Canada                                                                                    | | Canadá                                                                                                 | 1 unidad                                                                                               | STOL Transporte tactico y logistico / Paracaidismo / Medevac                                           |
| B350 King Air                                                                                          | | Beechcraft                                                                                             | B350 / C90                                                                                             | Estados Unidos                                                                                         | 2 unidades                                                                                             | Transporte tactico y Enlace / Medevac                                                                  |
| Exploración/Tareas Especiales                                                                          | | | | | | |
| DA62                                                                                                   | | Diamond                                                                                                | | Austria                                                                                                | 1 unidad                                                                                               | |
| Helicópteros                                                                                           | | | | | | |
| UH-1 Huey                                                                                              | | Bell Helicopter                                                                                        | UH-1H                                                                                                  | Estados Unidos                                                                                         | 12 unidades                                                                                            | |
| H125M/AS350                                                                                            | | Airbus Helicopter                                                                                      | Esquilo B                                                                                              | Union Europea                                                                                          | 4 unidades                                                                                             | |
| Bell 427                                                                                               | | Bell Helicopter                                                                                        | | Estados Unidos                                                                                         | 1 | Transporte Ejecutivo de Gobierno / Medevac                                                             |
| Bell 407 GXI                                                                                           | | Bell Helicopter                                                                                        | | Estados Unidos                                                                                         | 1 | Transporte Ejecutivo de Gobierno / Medevac                                                             |
| VANT / Drones                                                                                          | | | | | | |
| Mbo.py                                                                                                 | | Aerovehicles Paraguay                                                                                  | | Paraguay                                                                                               | 2 | |
| Taguato I                                                                                              | | GIEM FP-UNA FAP CONACYT                                                                                | | Paraguay                                                                                               | 1 | Prototipo del Taguato'i o Taguato I (1).                                                               |
| Piririta                                                                                               | | GIEM FP-UNA CONACYT                                                                                    | | Paraguay                                                                                               | 1 | Prototipo.                                                                                             |
| VANT(nombre desconocido)                                                                               | | GIEM FP-UNA FAP(posible)                                                                               | | Paraguay                                                                                               | 1 | Prototipo presentado por la FP-UNA el 29 de diciembre de 2019.                                         |
| Taguato II                                                                                             | | FP-UNA                                                                                                 | | Paraguay                                                                                               | | Proyecto mencionado por Conacyt.                                                                       |

### Cohetes y Pods de Cohetes
| Modelo          | Calibre | Función                                  | Foto | Origen                 | Plataforma de lanzamiento                          | Notas  |
| --------------- | ------- | ---------------------------------------- | ---- | ---------------------- | -------------------------------------------------- | ------ |
| NATO MK4-40     | 70mm    | Entrenamiento Antipersonal Antiblindados |      | Brasil/ Estados Unidos | Lanzador múltiple (AT-27/Esquilo B) UH-1H(posible) | [ 9 ]  |
| AVIBRAS SBAT-70 | 70mm    | Antipersonal Antiblindados               |      | Brasil                 | Lanzador múltiple (AT-27/Esquilo B)                |        |
| AVIBRAS SKYFIRE | 70mm    | Antipersonal Antiblindados               |      | Brasil                 | Lanzador múltiple (AT-27/Esquilo B)                |        |
| Pod LAU-32      | 70mm    | Antipersonal Antiblindados               |      | Estados Unidos/ Brasil | Lanzador múltiple (A29ST)                          | [ 10 ] |

### Bombas
| Modelo       | Función               | Foto | Origen                 | Plataforma de lanzamiento | Notas        |
| ------------ | --------------------- | ---- | ---------------------- | ------------------------- | ------------ |
| Mark-81      | Bomba aérea no guiada |      | Estados Unidos/ Brasil | AT.27/A29 ST              | [ 11 ]       |
| Mark-82      | Bomba aérea no guiada |      | Estados Unidos/ Brasil | AT-27/A29 ST              | [ 11 ]       |
| Bomba Napalm | Bomba incendiaria     |      | Brasil                 | AT-27                     | [ 12 ]       |
| BEX-11       | Bomba de ejercicio    |      | Brasil                 | AT-27                     | [ 9 ] [ 12 ] |

### Radares
| Nombre       | Foto    | Tipo                            | Fabricante            | Origen         | Cantidad           | Notas                                                       |
| Radares      | Radares | Radares                         | Radares               | Radares        | Radares            | Radares                                                     |
| ------------ | ------- | ------------------------------- | --------------------- | -------------- | ------------------ | ----------------------------------------------------------- |
| EL/M 2106 NG |         | Radar Primario táctico 3D Movil | ELTA Systems          | Israel         | 3-6 unidades       | [ 13 ]                                                      |
| ERCCU DINAC  |         | Radar Secundario Civil          | Gobierno del Paraguay | Paraguay       | 2 centros de radar | Radar de la DINAC en comando unificado con la Fuerza Aérea. |
| AN/TPS-78    |         | Radar Primario Táctico 3D       | Northrop              | Estados Unidos | 8-10               | Radar de la fuerza aérea paraguaya adquirido en 2025.       |

### Artillería Antiaérea
| Nombre                         | Origen               | Fabricante           | Tipo                 | Cantidad             | Notas                                                          |
| Artillería antiaérea           | Artillería antiaérea | Artillería antiaérea | Artillería antiaérea | Artillería antiaérea | Artillería antiaérea                                           |
| ------------------------------ | -------------------- | -------------------- | -------------------- | -------------------- | -------------------------------------------------------------- |
| Oerlikon Typ S (Mod 1938) 20mm | Suiza                | Oerlikon Contraves   | Artillería antiaérea | 20 Unidades          | Algunas adaptaciones de afuste antiaéreo montadas en vehículos |
| Oerlikon GA- BO1 de 20mm       | Suiza                | Oerlikon Contraves   | Artillería antiaérea | 3 Unidades           |                                                                |
| Bofors 40 mm                   | Suecia               | Bofors               | Cañón automático     |                      |                                                                |
| M8/M55 4 x 12,7 - 20mm         | Estados Unidos       | Oerlikon Contraves   | Artillería antiaérea | 6 Unidades           |                                                                |
| Cañón M1 90 mm                 | Estados Unidos       |                      | Artillería antiaérea | 10 unidades          |                                                                |
| Polsten 20mm                   | Reino Unido          |                      | Cañón automático     |                      |                                                                |

## Modernización
La FAP actualmente es una de las 4 ramas de las Fuerzas Armadas de Paraguay más atrasadas en material militar comparado al ejército terrestre, el comando logístico y la armada, ya que todas han ido adquiriendo nuevo material en los últimos 10 años mientras que la fuerza aérea a quedado atrás y entrando en una compleja crisis.
A partir de mediados de 2014 y 2015 empezarón los planes para la modernización de la rama, tanto con licitaciones llamativas, pedidos de leyes en el congreso nacional y tratados con empresas internacionales. Al punto de dar ciertos llamativos encuentros en noticias con empresas del rubro aéronautico y ciertos materiales, entre ellos:
- La adquisición y presentación de los radares ELTA EL/M 2106 NG.
- La licitación de un simulador de paracaidismo.
- La adquisición de un simuladores de vuelo complejos y simples.
- La licitación de un equipo interceptor de drones.
- Un programa de investigación y desarrollo de drones VANT a nivel nacional (Laboratorio DITET-FAP).
- Adquisiciones de drones cuadricópteros.
En el marco de noticias de intereses de la FAP, se ha logrado obtener informaciones sobre negociaciones con Brasil para adquirir los Embraer EMB 314 Super Tucano, así también la visita de una delegación de la fuerza aérea paraguaya para las negociaciones con Corea del Sur y Perú en Lima para observar y probar el avión KT-1P.
En 2019, FAdeA recibió la visita de una delegación paraguaya en la que conversaron la adquisición de helicópteros y el interés en el IA-63 Pampa. Ese mismo año, la empresa paraguaya Engineering un conocido proveedor de las fuerzas armadas y la policía dio la noticia de que producirían bajo licencia los VANT brasileros RQ-17 ION. Taiwán donaría a paraguay el Cessna Citation Sovereign que cumple el rol de avión presidencial.
En abril de 2021, la FAP realizó una prueba de vuelo de la aeronave WEGA 180 de la compañía brasileña Wega Aircraft en la base aérea de Silvio Pettirossi en la ciudad de Luque. En noviembre de 2021, la FP-UNA volvería a mostrar avances en pruebas de VANTs nacionales presentando los prototipos del Ñahati 11 y Pitogue. Taiwán volvería a donar a paraguay un par de helicópteros UH-1H ese año.
En febrero de 2022, en la base aeréa de silvio Pettirossi, serían presentados la aeronave Berkut ISR y el dron Berkut MBOPY/VANT Class III de la empresa Aerovehicles ante autoridades importantes como el ministro de defensa Benardino Soto Estigarribia. Para junio de 2023, la FAP y la empresa Aerovehicles firmarían un convenio cooperación interinstitucional. El Berkut MBOPY sería exhibido en la Expo Mariano en julio de 2022.
En diciembre de 2022, una delegación paraguaya evaluaría en Formosa, el radar RPA-240 fabricado por INVAP, demostrando interés nuevamente para la lucha contra el narcotráfico. Así también, la fuerza aérea pidió crear un proyecto de ley que autoricé a la rama poder derribar aeronaves sospechosas nuevamente en el marco del narcotráfico nacional, dicha ley creó controversia y fue rechazada en el congreso nacional. Como último ese año Paraguay enviaría a modernizar sus aeronaves T-35 pillán con ENAER, que empezaría a recibirlos terminados para julio de 2023.
En abril de 2023, el comandante de la FAP firmó una declaración de interés con FadeA con el interés de adquirir el IA-100. Ese mismo mes, Francia ofrecería una oferta de 6 aeronaves EMB-312F Tucano a la FAP.

## Aeronaves históricas
Las aeronaves notables anteriores que volaron en la Fuerza Aérea Paraguaya fueron: Aermacchi MB-326, Aerotec T-23, AW FK8, AT-6 Harvard, Super King Air, Bell H-13 Sioux, Bell UH-1, Boeing 707, Stearman Model 75, Breda Ba. 65, Bréguet 14, CANT 26, Caproni AP1, Caproni Ca.309, Cessna T-41, PBY Catalina, Douglas C-47, Douglas DC-6, PT-19, Fiat CR.20, Fokker S-11, Hanriot HD.1, Hiller UH-12, Junkers A50, Lockheed T-33, Muniz M-9, Piper J-3 Cub, Potez 2 , SPAD S.XX, Vultee BT-13 y Wibault 7.

### Museo de la Fuerza Aérea Paraguaya
La fuerza aérea posee un museo en la base aérea de Ñu Guasú, donde actualmente se pueden observar varias aeronaves exhibidas así cómo monumentos.

## Rangos
Las estrellas usados por Oficiales de la Fuerza Aérea desde por los Subtenientes, Tenientes, Tenientes 1.º y los Capitanes son de color plateado. Los usados por los oficiales superiores (mayor, teniente coronel y coronel) son de oro. Distintivas especiales utilizan los Generales que consiste en una representación de rejilla de olivo y de palma en el escudo nacional en hilos de oro.
Oficiales
La formación de los oficiales se realiza en la Academia Militar Mariscal Francisco Solano López del cual egresan con el rango de Subteniente.
Sub-oficiales